# Laura Dekker
Laura Dekker (Whangarei, Nueva Zelanda, 20 de septiembre de 1995) es una navegante neozelandesa conocida por circunavegar en solitario la Tierra en 2010-2012.
En 2009, anunció su intención de convertirse en la persona más joven en circunnavegar el globo en solitario. Para poder realizar el viaje tuvo que sortear una serie de problemas legales debidos a su minoría de edad. Completó con éxito la circunnavegación en solitario en una embarcación de 11.5 metros (38 pies) con dos mástiles, llegó a Simpson Bay, isla de San Martín, el 21 de enero de 2012. Superó el logro de Jessica Watson en seis meses.
Es la persona más joven en obtener el certificado Yachtmaster clase Ocean que le permite capitanear embarcaciones de recreo con pasajeros hasta 200gt. en cualquier parte del mundo.

## Biografía
Nació en un barco en el puerto de Whangarei, Nueva Zelanda durante un viaje de siete años realizado por sus padres. Su padre, Dick Dekker es neerlandés y su madre, Babs Müller alemana, por lo que obtuvo la ciudadanía neerlandesa, alemana y neozelandesa. Sus padres se divorciaron en 2002. 
Dekker pasó los primeros cuatro años de su vida en el mar, a los seis años, aprendió a navegar con su primera balsa propia. Se hizo cargo de arreglar y reparar un Hurley 700, de siete metros de eslora cuando tenía diez años. Con once años navegaba en solitario por las aguas de los Países Bajos. A los trece había cruzado en una travesía de varias semanas de duración, el mar del Norte para llegar a las costas de Inglaterra, y el mar de Wadden.

## Historia como navegante

### Los planes para una vuelta al mundo
En agosto de 2009, Dekker anunció en el diario holandés, Algemeen Dagblad, su plan para realizar un viaje en solitario de dos años de duración, navegando alrededor del mundo. Su padre, con quien convivía tras la separación del matrimonio, apoyó su proyecto de circunanvegar la Tierra.
La idea del viaje surgió dos meses antes de tomar la decisión después de conocerse la noticia del rescate de Abby Sunderland, otra regatista de su misma edad, en medio del océano Índico cuando trataba de dar la vuelta al mundo en solitario.
Los planes originales fueron vetados por el tribunal neerlandés, que impidió su partida en espera de la resolución del divorcio que estableció la custodia compartida. El tribunal también exigió una embarcación de mayores dimensiones y con más solidez para garantizar la seguridad de la menor. El barco se equipó con novedosos sistemas de navegación para larga distancia y fue adaptado con un radar. Entre las medidas adoptadas por el tribunal se estableció la obligación de estar inscrita en un curso de educación a distancia para sustituir la ausencia escolar presencial, un curso de primeros auxilios, el aprendizaje sobre los problemas derivados de la carencia de horas de sueño y la medida de no poder comenzar el viaje hasta primeros del mes de julio. En julio el tribunal dictaminó que los planes de la travesía eran adecuados y dejaba en manos de los progenitores la decisión de su realización.
Su educación se llevó a cabo a través de la Wereldschool (Worldschool), una institución educativa que le proporcionó el material para el autoaprendizaje.
La ruta prevista inicial fue desde Portimão en Portugal, y la finalización fue en la isla de San Martín en el Caribe. Las escalas previstas incluían paradas para el descanso, estudiar y reparaciones. El plan de ruta incluyó pasar por los puertos de las islas Canarias, Panamá, las islas Galápagos, Australia, Sudáfrica e Indonesia. La piratería fue un motivo de grave preocupación, su plan era hacer alrededor de veintiséis escalas.
Planeó la travesía de forma que pudiese evitar la temporada de huracanes y las tormentas. Un sistema de seguimiento a bordo permitió a un equipo en los Países Bajos vigilar de cerca su curso.  

### Su barco

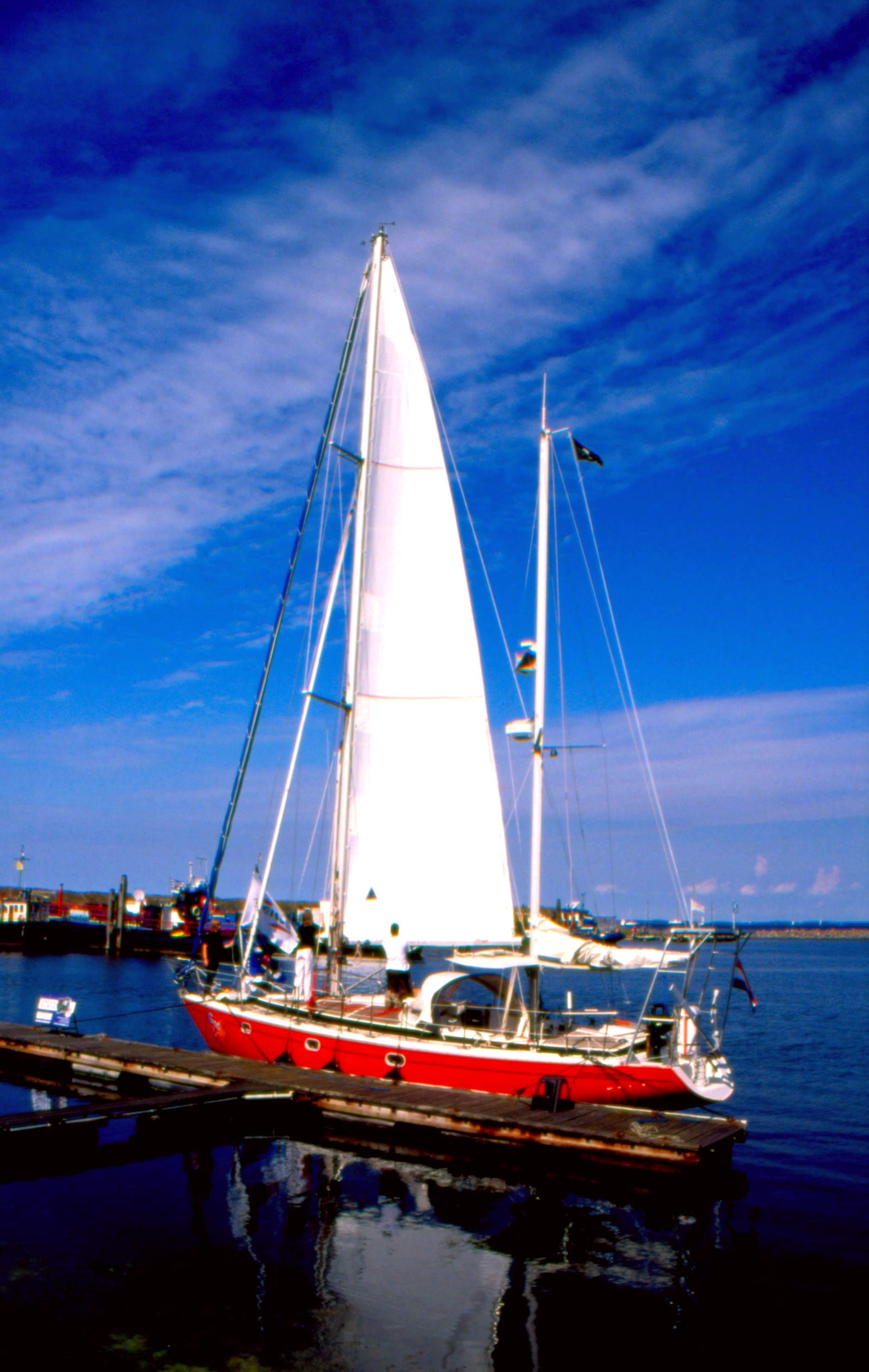
El yate "Guppy" en Den Osse, Países Bajos, el 3 de agosto de 2010

Dekker tenía previsto realizar la travesía en un Jeanneau Gin Fizz de dos mástiles construido en Francia. Las medidas impuestas por los tribunales neerlandeses la hicieron cambiar de embarcación en favor de una con mayor seguridad.
La embarcación escogida fue un queche o ketch de treinta y ocho pies de eslora, diseñado por Philippe Harlé y construido entre 1974 y 1980. Fue bautizada con el nombre de Guppy. El velero un Hurley 800, fue cedido por uno de los patrocinadores.

## Circunnavegación en solitario
En agosto de 2010 Laura Dekker zarpó en secreto. El punto de partida inicial estuvo establecido en Portimao en Portugal, sin embargo salió desde el puerto de Gibraltar el 21 de agosto de 2010. La travesía fue grabada por la empresa neerlandesa MasMedia.

### El viaje
- Llegó a Lanzarote el 25 de agosto.

- Se alojó en las islas Canarias durante varias semanas debido a la temporada de huracanes en el Atlántico.

- Partió de Gran Canaria el 10 de noviembre hacia Cabo Verde.

- Cruzó el Atlántico desde Cabo Verde (2 de diciembre), hasta la Isla de San Martín (una distancia de 2200 millas náuticas (4100 km, 2500 millas), llegó a Simpson Bay Lagoon, el 19 de diciembre (con tiempo en calma en este tramo del viaje), utilizando el motor durante dos días con el fin de llegar a tiempo.[11]

- Partió de Saint Martín el 20 de enero, visitó las islas de Les Saintes, Dominica, Bonaire y las islas San Blas, todas ellas situadas en el Caribe.

- Voló a su casa el 27 de febrero, donde se quedó hasta el 10 de marzo para hablar en un salón náutico y en otros lugares, convirtiéndose en una figura de atención de los medios en los Países Bajos.[12]

- Completó el paso del canal de Panamá el 11 de abril de 2011.

- Cruzó el ecuador en la tarde del 25 de abril, llegando a la islas Galápagos al día siguiente.

- Partió de las islas Galápagos, el 7 de mayo y llegó a la islas Marquesas, el 25 de mayo, después de haber navegado alrededor de 2960 millas náuticas (5480 km, 3410 millas) en 18 días, la etapa más larga hasta el momento.

- El 1° de junio zarpó de las islas Marquesas a Tahití, llegando el 8 de junio, un viaje de 770 millas náuticas (1430 km), jornadas exigentes, con vientos cambiantes, muchos arrecifes, barcos, y pocas horas de sueño.

- Visitó Moorea y Bora Bora, luego navegó 1400 millas (2530 km) en viaje a Vava'u, Tonga en doce días, donde llegó 8 de julio.

- Llegó el 17 de julio de 2011 a Suva, Fiyi, después de haber navegado durante cuatro días, y el 30 de julio a Port Vila, Vanuatu después de haber navegado durante tres días.

- Partió de Vanuatu el 8 de agosto, rumbo a Darwin, Australia. Llegó a Darwin el 25 de agosto después de una de las más duras jornadas de su viaje, que incluyó el paso a través del estrecho de Torres, lleno de arrecifes, islas y grandes barcos. Su padre la visitó en Darwin , su primer encuentro desde que había visitado los Países Bajos en marzo de 2011. En conjunto llevaron a cabo una revisión a fondo de la embarcación, y juntos celebraron su cumpleaños número 16.

- De Darwin partió el 25 de septiembre, hacia el oeste: la información publicada, acerca de esta etapa de su viaje en su blog, indicaba un retraso de dos semanas debido a preocupaciones de seguridad con respecto a los piratas del océano Índico.

- Navegó a Durban, Sudáfrica, llegando el 12 de noviembre, después de 47 días en el mar sin paradas. Informó que el viento variaba de calma a viento fuerte, y que a menudo cambió de dirección; a veces encontraba fuertes olas (la distancia de Darwin-Durban es 5540 millas náuticas —10 260 kilómetros, 6380 millas—).

- Llegó a Port Elizabeth, Sudáfrica, el 18 de noviembre.

- Pasó del cabo de las Agujas, Sudáfrica, el 26 de noviembre (el punto más meridional del continente africano y el punto más austral de su viaje). Navegó a partir de entonces con rumbo norte por primera vez desde que partió de Países Bajos.

- Pasado el cabo de Buena Esperanza el 27 de noviembre donde se encontró con temporal de vientos de hasta cincuenta nudos. Llegó a Ciudad del Cabo el mismo día, donde se encontró con su padre,[13] los periodistas y los barcos de la Volvo Ocean Race.

- Zarpó de Ciudad del Cabo el 12 de diciembre, hacia el noroeste.

- Llegó a la longitud de su punto de partida oficial de los Países Bajos el 20 de diciembre, ya había cruzado todas las longitudes en el curso de su periplo, se enfrentó a otro 4800 millas náuticas de su finalización oficial.[13]

- Llegó a Simpson, en Sant Maarten, el 21 de enero de 2012 a las 15:00 hora local aproximadamente, después de un viaje de 27 000 millas náuticas (50 031 km, 31 071 millas) en un total de 519 días (según el documental Maidentrip),[8] desde Ciudad del Cabo, completando así su total circunnavegación del mundo.[14]El viaje, con punto de partida en Gibraltar el 21 de agosto de 2010 y punto de llegada en Sant Maarten el 21 de enero de 2012.

El viaje, con punto de partida en Gibraltar el 21 de agosto de 2010 y punto de llegada en Sant Maarten el 21 de enero de 2012.

El viaje fue narrado a través de publicaciones diarias en su propia página web. Durante la travesía se enfrentó a situaciones de tempestad, calma, ausencia de viento, inspecciones del barco, peligros de colisión con otros buques, incluso problemas físicos de salud, como el acontecido en Durban donde padeció problemas musculares que le impidieron caminar adecuadamente. Batió el récord de Jessica Watson en seis meses, en parte debido a la planificación de las escalas durante el viaje, ya que evitó la temporada de tifones.

"Este viaje que emprendí cuando era adolescente me dio los pilares que necesitaba en la vida. Mi papá y el océano son los mejores maestros que he tenido. En el océano aprendí a dejar de luchar contra todo: la vida no siempre es justa y tampoco las olas y el viento siempre hacen lo que yo quiero. Así que aprendí a sacarle el máximo partido y a aceptar la situación tal como es, a ser feliz con lo que tengo en este momento y a respetar y apreciar lo que me rodea"
Laura Dekker

### Controversias
El viaje generó problemas burocráticos sobre la realización y la participación de la menor en el mismo por parte los tribunales neerlandeses, el proceso duró diez meses y hubo ocho procesos judiciales. En un intento de parar el proyecto se emitió un informe de absentismo escolar por el que Dick Dekker —su padre— fue citado a declarar. Este alegó que su hija no estaba recibiendo educación escolar porque debía atender a la navegación y prestar atención al cambiante clima en el Atlántico encontrado durante la travesía, y que la ausencia escolar acordada se debió a un malentendido. A raíz del viaje y de los problemas surgidos con la justicia neerlandesa Dick Dekker consideró establecer su residencia en Nueva Zelanda.
Algunos países disconformes con el proyecto no concedieron el permiso para el atraque del barco en los muelles, como fue el caso de España.

### Consecuencias del viaje
A pesar de haber sido la navegante más joven en circunnanvegar la Tierra con escalas y completar 27 000 millas náuticas de travesía, su logro no fue registrado por el Guiness, consecuencia que conocía antes de su partida. A raíz del viaje del viaje de Laura Dekker los responsables del Libro Guiness de los récords –Guiness World Records– y del World Sailing Speed Record Council decidieron cancelar los reconocimientos de récords que pudieran establecer futuros jóvenes regatistas, como una forma de evitar y animar a correr riesgos innecesarios con hazañas similares.
Las vivencias de la travesía en solitario fueron publicadas en el libro Een meisje, een droom –traducido como Una niña, un sueño–. Después de las críticas recibidas en los Países Bajos, la familia decidió establecerse definitivamente en Nueva Zelanda. También fue rodado el documental Maidentrip sobre la travesía, con fragmentos autograbados por la propia Laura Dekker. El documental fue dirigido por Jillian Schlesinger, producido por Emily McAllister y fue estrenado en 2014. Obtuvo el Premio del público en el Festival South by Southwest y el Premio a la mejor dirección en el Festival de Cine de Montaña en Telluride.

## Vida posterior
Finalizada la travesía alrededor del mundo, continuó viaje hasta Nueva Zelanda, donde se estableció. Consiguió trabajo en un centro de estudios y mantuvo puestos de trabajo esporádicos como electricista náutica. Más tarde trabajó como patrón de yate profesional, dio conferencias y gestionó un programa para recaudar fondos y realizar travesías con otros jóvenes en busca de independencia personal.
En 2011 fue nominada al premio Conny van Rietschoten Price. Participó en 2013 y 2014 en programas de televisión de competiciones de aventuras para el canal Dutch TV realizados en Islandia y Marruecos.
Contrajo matrimonio a los diecinueve años, en Whangarei (Nueva Zelanda), con Danïel Telaman, el 28 de marzo de 2015. En 2017 puso a la venta el Guppy con el que había dado la vuelta al mundo para comprar otra embarcación mayor.Desde la década de 2020, Laura, es oradora motivacional y tiene una fundación que recauda fondos para ayudar a jóvenes a realizar travesías en la búsqueda de su independencia personal. En el año 2024, compró, pintó y restauró un barco al que lo nombró Guppy, le adjuntó la misma pintura que llevaba él de su travesía en 2010-11.

## Premios y reconocimientos
- 2012: Premio Challenger of the Year concedido por Faust AG en Tokio, Japón.[3]
- 2012: Programa AYS Speakers, concedido por el Club del Yate Americano.[3]
- 2013: Certificado Yachtmaster clase Ocean 200gt; es la persona más joven en obtener el título para manejar embarcaciones de recreo con pasajeros en cualquier parte del mundo.[3][7]
- 2013: Premio al mérito, concedido por el Ocean Cruising Club en Whangarei, Nueva Zelanda.[3]
- 2014: Ganadora del programa Expedition Poolcirkel del canal de televisión Dutch.[3]
- 2016: Certificado de reconocimiento, otorgado por el Club Lighthouse de Hong Kong.[3]